# Monika Stoll

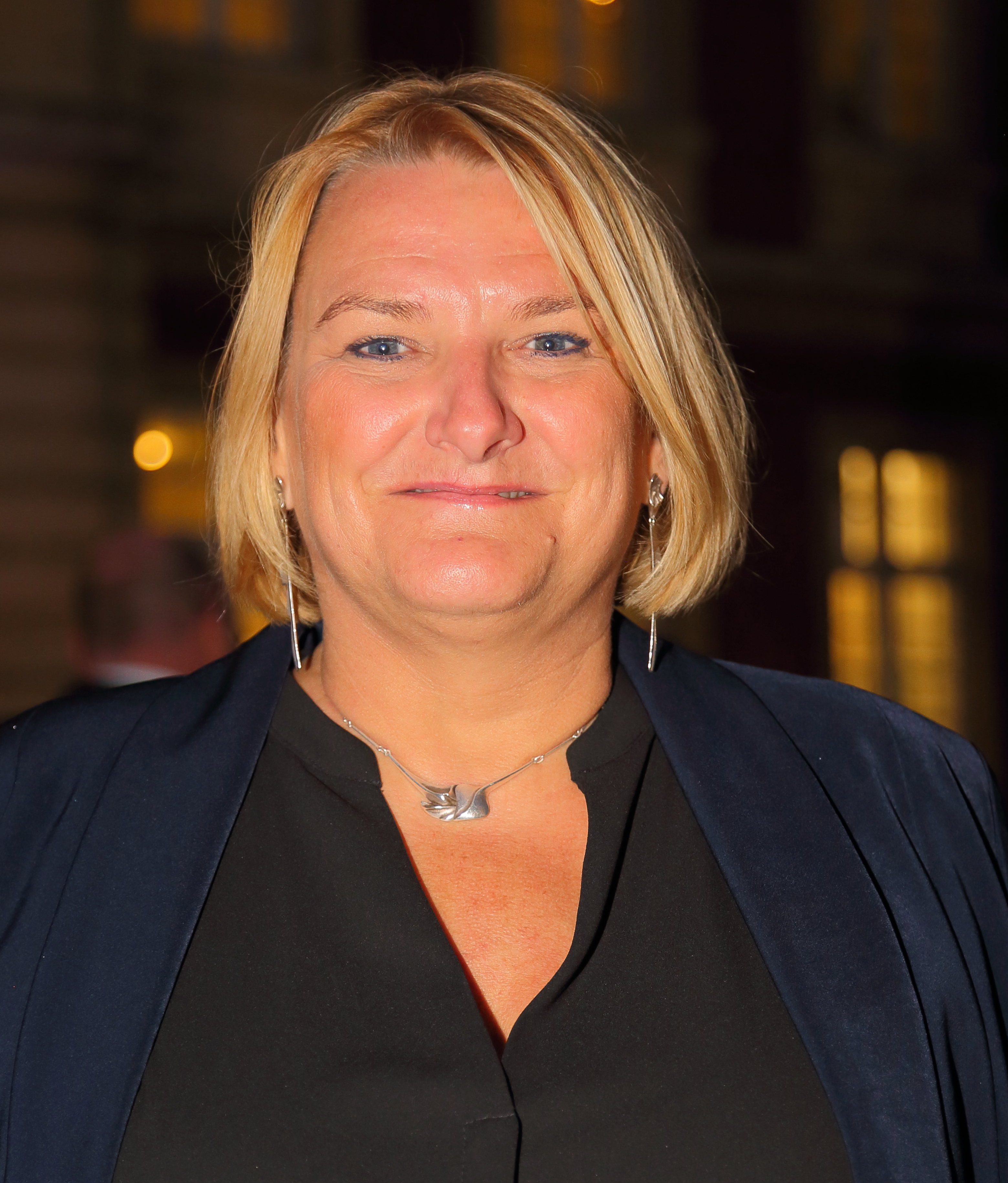
Monika Stoll (2016)

Monika Stoll (geb. 1966 in Bad Nauheim) ist eine deutsche Biologin und Professorin an der Westfälischen Wilhelms-Universität Münster.

## Leben und Wirken
Monika Stoll schloss 1992 ihr Studium der Biologie Justus-Liebig-Universität Gießen ab und promovierte 1995 zur Dr. sc. hum., Ruprecht-Karls-Universität Heidelberg, 2002 folgte die Habilitation im Fachbereich Medizin an der Christian-Albrechts-Universität zu Kiel.
2003 wurde sie zur Universitätsprofessorin für Genetische Epidemiologie vaskulärer Erkrankungen an das Leibniz-Institut der Westfälischen Wilhelms-Universität Münster berufen. Von 2010 bis 2014 war sie Geschäftsführende Direktorin des Leibniz-Instituts für Arterioskleroseforschung. Seit Oktober 2016 ist sie Prorektorin für Forschung der Universität Münster.